# 701
Năm 701 trong lịch Julius.

## Sinh
- Lý Bạch
- Abe no Nakamaro - chính trị gia và nhà thơ Trung Quốc gốc Nhật
- Vương Duy - nhà thơ, hoạt sĩ đời Đường - Trung Quốc